# 1031 Arctica
Arctica (asteroide 1031) é um asteroide da cintura principal com um diâmetro de 75,47 quilómetros, a 2,8604847 UA. Possui uma excentricidade de 0,0615712 e um período orbital de 1 943,79 dias (5,32 anos).
Arctica tem uma velocidade orbital média de 17,05978614 km/s e uma inclinação de 17,59361º.
Esse asteroide foi descoberto em 6 de Junho de 1924 por Sergei Belyavsky.